# Vajnory
Vajnory (Hongaars:Pozsonyszőlős) is een stadsdeel van Bratislava en maakt deel uit van het district Bratislava III.
Vajnory telt 4331 inwoners.

## Geschiedenis
Het dorp Vajnory werd in 1237 voor het eerst in de geschriften vermeld. Tot 1946 was het een zelfstandige gemeente, in dat jaar werd het door Bratislava opgeslokt.
Ook tegenwoordig is Vajnory een dorp. Het ligt nu aan de grens van de stadsbebouwing van Bratislava.

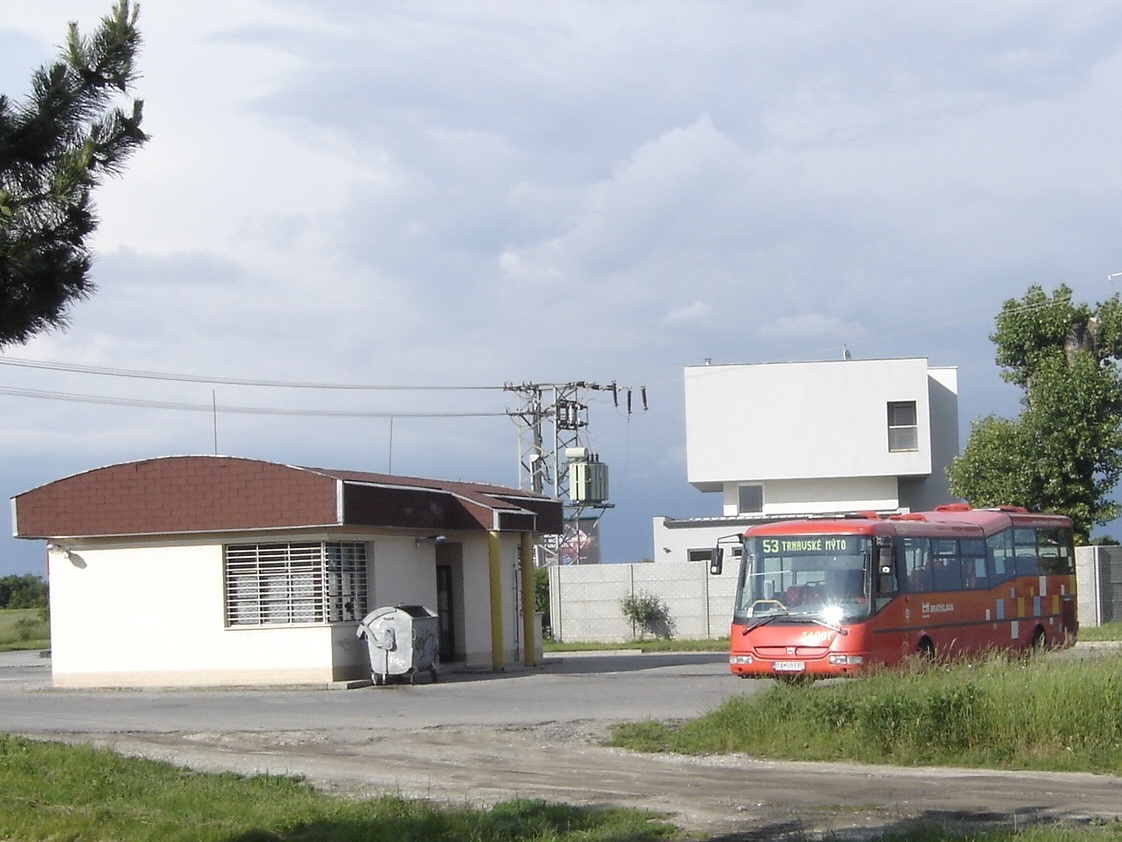
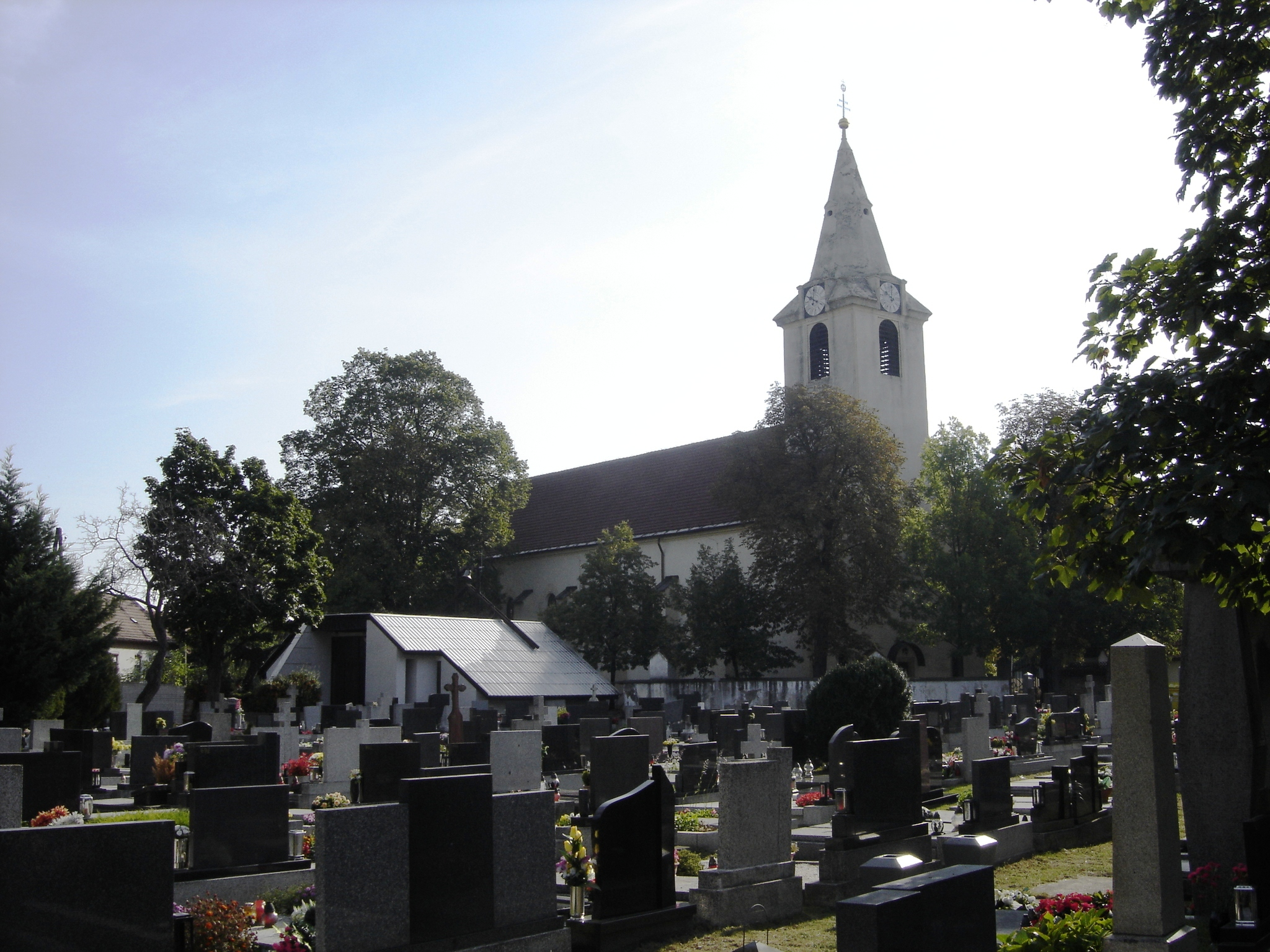
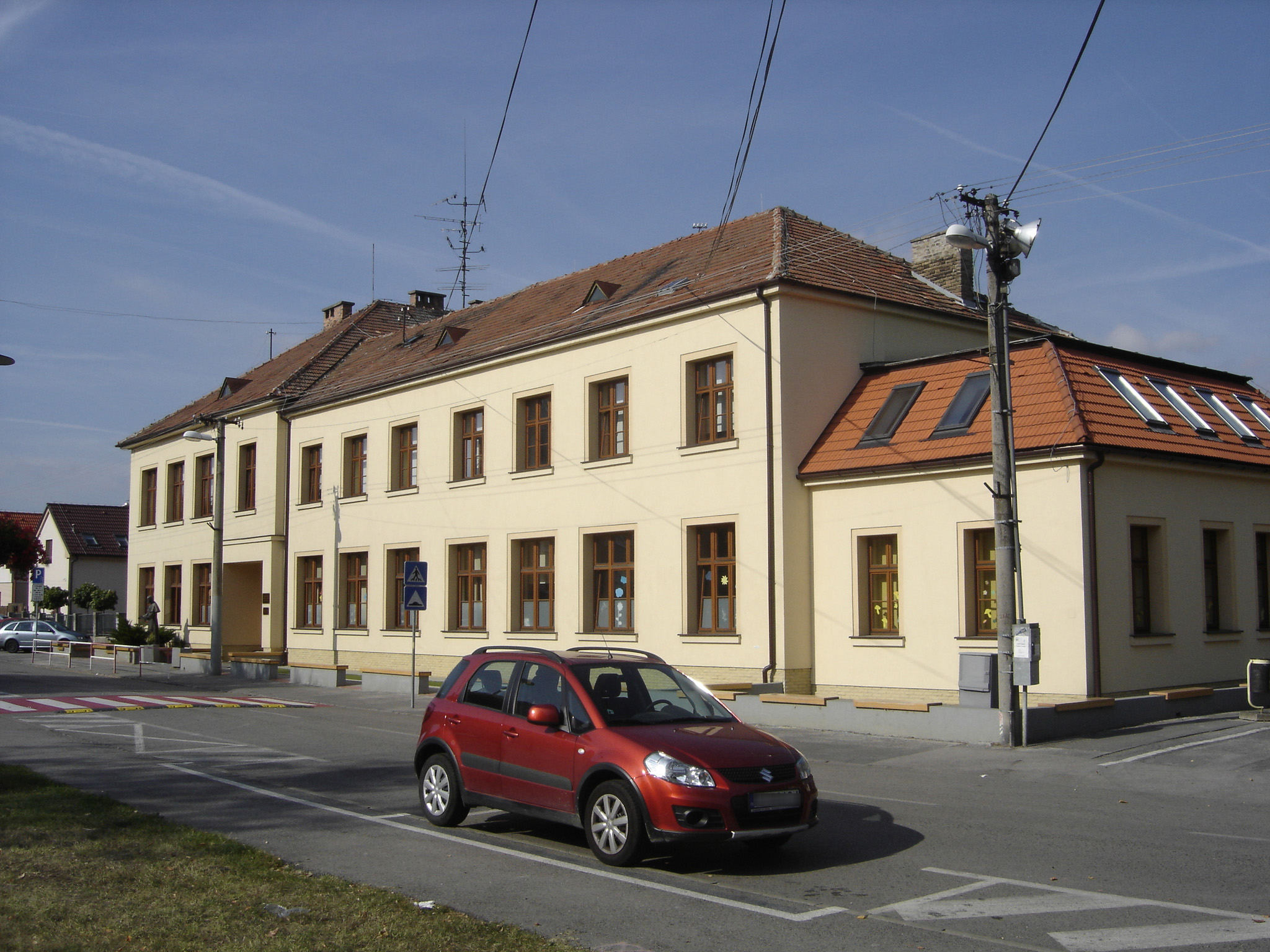

Districten: Bratislava I · Bratislava II · Bratislava III · Bratislava IV · Bratislava V

Stadsdelen: Čunovo · Devín · Devínska Nová Ves · Dúbravka · Jarovce · Karlova Ves · Lamač · Nové Mesto · Petržalka · Podunajské Biskupice · Rača · Rusovce · Ružinov · Staré Mesto · Vajnory · Vrakuňa · Záhorská Bystrica